# Santibáñez de Valcorba
Santibáñez de Valcorba é um município da Espanha na província de Valladolid, comunidade autónoma de Castela e Leão, de área 23,99 km².  A cidade está localizada a 28 km de Valladolid.

## História
Santibanez de Valcorba possui uma origem medieval. Desde então e até hoje, foi a presença de assentamentos humanos, em períodos diferentes, como Idade do Bronze, Idade de Ferro e nos períodos romano e visigótico. Consciente desta importância, pois os vestígios arqueológicos encontrados no Cerro del Castillo a testemunham, a localidade tinha uma montanha-fortaleza que remonta à primeira Idade de Ferro. Durante o século X era um território disputado por muçulmanos. 
1. ↑  «Cifras oficiales de población resultantes de la revisión del Padrón municipal a 1 de enero» (ZIP). www.ine.es (em espanhol). Instituto Nacional de Estatística de Espanha. Consultado em 19 de abril de 2022